# Robert van Heumen
Robert van Heumen is een Nederlandse elektronische muzikant en componist die elektro-akoestische muziek maakt.
Van Heumen maakt elektronische muziek met behulp van een computer: experimenteel, geïmproviseerd en/of gecomponeerd. 'Live'-sampling is daarbij een essentieel onderdeel en hij probeert een evenwicht te zoeken tussen improvisatie en gestructureerde muziek. Bij zijn optredens maakt hij ook wel gebruik van audiovisuele middelen, zoals oude filmfragmenten.
Van Heumen was eerder wiskundige, trompettist en software-programmeur. Hij werkte tien jaar bij STEIM, de Studio for Electro-Instrumental Music.
Van Heumen werkt veel samen met de electro-fluitist Anne LaBerge. Zo hebben ze samen een groep, 'Shackle'. Een andere muzikant waarmee Van Heumen regelmatig samenspeelt is Albert van Veenendaal (prepared piano), in hun groep 'Money For Your Whale' en de band 'Spoon3 (waarin ook Jodi Gilbert en Meinrad Kneer spelen).
Van Heumen was medeoprichter van 'N Collective' en werkte samen met de scratchband 'RKS'. Hij heeft opgetreden met onder andere Tom Tlalim, Michel Waisvisz, Luc Houtkamp, Richard Barrett en Nate Wooley.
Hij is lid van de bands ABATTOIR (met Audrey Chen, cello en zang), Skif++ (Bas van Koolwijk en Jeff Carey, allen laptops), 'OfficeR(6)' en 'Whistle Pig Saloon' (met gitarist John Ferguson).

## Discografie
solo:
- Solitude, Fridgesound, 2006
- Silent, Fridgesound, 2007
- Fury, Creative Sources Recordings, 2008
- Stranger, Creative Sources Recordings, 2009

N-Collective:
- News from Holland, X-Or, 2004
- Live at STEIM, Authorised Version (platenlabel), 2005

OfficeR(6):
- Mundane Occurrences and Presentations, Lampse, 2006
- Recording the Grain, +3db., 2008

Skiff++:
- Sk++ [01,02,03,04,00], Fridgesound, 2008
- .next, Creative Sources Recordings, 2009

Whistle Pig Sloon:
- Whistle Pig Saloon, Creative Sources Recordings, 2009

ABATTOIR:
- ABATTOIR, Evil Rabbit Records, 2009

Shackle:
- The Shackle Stick (memory-stick met audio en video van concerten, met een game), 2012

Money for Your Whale:
- Twelve-Twelve-Twelve, 2013